# Кристел Кобрих
Кристел Аријане Кобрих Шимпл (шп. Kristel Arianne Köbrich Schimpl; Сантијаго де Чиле, 9. август 1985) чилеанска је пливачица чија ужа специјалност су трке слободним стилом стилом на дужим дистанцама. Вишеструка је национална и јужноамеричка првакиња и рекордерка, учесница светских првенстава и Олимпијских игара и најбоља жена у историји чилеанског пливања.  

## Спортска каријера
Кобрихева јена међународној пливачкој сцени дебитовала у Барселони 2003, на светском првенству у великим базенима, где није остварила неки запаженији резултат. Месец дана касније, на Панамеричким играма које су одржане у Санто Домингу, освојила је бронзану медаљу у трци на 800 метара слободним стилом, поставши тако првом женом освајачем медаља на највећим такмичењима у историји чилеанског пливања. Захваљујући одличним ерзултатима на Панамеричким играма успела је да се квалификује за наступ на Летње олимпијске игре 2004. у Атини. У грчкој престоници је Кобрихева пливала у квалификационим тркама на 400 слободно (26) и 800 слободно (15. место), а уједно је носила и заставу своје земље на свечаној церемонији отварања Игара.   .
На светском првенству у Мелбурну 2007. као осмопласирана је успела да се квалификује за наступ у финалу трке на 1.500 метара слободним стилом, испливавши притом и нови континентални и национални рекорд, поставши тако првом пливачицом у историји чилеанског пливања која је пливала у финалу светског првенства у великим базенима. 
На свом другом наступу на Олимпијским играма, у Пекингу 2008, такмичила се у трци на 800 метара слободно где је заузла 20. место, и у маратонској трци на 10 километара коју није успела да заврши. Потом је на светском првенству у Риму 2009. постигла и најбољи резултат у дотадашњој каријери, пошто је у финалу трке на 1500 слободно заузела високо четврто место, а њен резултат од 15:57,57 минута је био уједно и нови јужноамерички рекорд. У децембру 2009. проглашена је за „Најбољег спортисту Чилеа” по избору спортских новинара..
Одличан резултат из Рима поновила је и две године касније, на Светском првенству у Шангају 2011, да би потом на Панамеричким играма у Гвадалахари остварила и најбољи резултат у каријери освојивши златну медаљу у трци на 800 метара слободним стилом. Била је то уједно и прва златна медаља на том такмичењу у историји чилеанског пливања..
На својим трећим Олимпијским играма, у Лондону 2012. заузела је 14. место у квалификацијама трке на 800 слободно, док је у трци на 400 слободно била тек 24. у квалификацијама..
И на наредна три светска првенства, у Барселони 2013, Казању 2015. и Будимпешти 2017, пливала је у финалним тркама на 1.500 слободно, али ни у једном од три покушаја није успела да освоји медаљу. 
На својој четвртој узастопној Олимпијади, у Рију 2016, остварила је пласмане на 17. и 24. место у тркама на 800 и 400 слободно, не успевши тако да се квалификује за финалне трке. 
На светском првенству одржаном у корејском Квангџуу 2019, свом деветом узастопном учешћу на том такмичењу, пливала је искључиво своју примарну дисциплину, 1500 слободно, а иако је у квалификацијама заузела тек 12. место и није успела да се квалификује за финале након шест узастопних финала у тој дисциплини, успела је да исплива квалификациону норму за наступ на ЛОИ 2020. у Токију.